# Věra Jirásková
Věra Jirásková es una deportista checoslovaca que compitió en atletismo adaptado. Ganó una medalla de plata en los Juegos Paralímpicos de Barcelona 1992, en la prueba de lanzamiento de disco (clase THW5).

## Palmarés internacional
| Juegos Paralímpicos | Juegos Paralímpicos | Juegos Paralímpicos | Juegos Paralímpicos |
| Año                 | Lugar               | Medalla             | Prueba              |
| ------------------- | ------------------- | ------------------- | ------------------- |
| 1992                | Barcelona (España)  | Medalla de plata    | Disco THW5          |